# Kidd Video
Kidd Video è una serie televisiva statunitense a cartoni animati creata dalla DiC Entertainment in associazione con la Saban Entertainment. È stata trasmessa su NBC dal 15 settembre 1984 al 7 dicembre 1985. In Italia viene trasmessa da Rete 4 nel pomeriggio domenicale allungato di Ciao Ciao con Giorgia e Four insieme ad altri cartoni come Dungeons & Dragons e Robotech. Venne poi replicato una volta sola l'anno successivo nella mattina di Italia 1 all'interno di Caffelatte).
La serie presenta le avventure della band Kidd Video, creata appositamente per lo show e interpretata nella sequenza di apertura e in alcune scene da attori in carne e ossa. Gli attori interpretano inoltre le canzoni della serie e prestano le voci alle loro controparti animate.
La proprietà della serie è passata alla Disney nel 2001, quando la Disney ha acquisito Fox Kids Worldwide, che include anche Saban Entertainment.

## Trama
L'antefatto veniva riproposto ogni giorno nel corso della sigla: Kidd Video e la sua band (che durante la sigla veniva interpretata da attori reali) veniva rapita da Mister Brutto Ceffo (Master Blaster), e trasportata nella sua dimensione a cartoni animati, Mondo Rock (The Flipside). Salvati dalla fatina Lucciola (Glitter) si ritrovano nei vari episodi a scontrarsi con Mister Brutto Ceffo e i suoi scagnozzi, la band dei "Copiagatti" (Copycats), sventando ogni volta i suoi malefici piani, cercando nel contempo una via per tornare a casa.

## Personaggi
La band è composta da:
- Kidd: leader del gruppo intelligente e coraggioso, cantante e chitarrista
- Carla: una ragazza sudamericana molto attraente, batterista
- Asso: il nerd e mente del gruppo, tastierista
- Edd: pragmatico e fanfarone al contempo, bassista e sassofonista

### Cast originale
- Bryan Scott – Kidd Video
- Gabrielle Rozzi Bennett – Carla
- Steve Alterman – Asso
- Robbie Rist – Edd

### Doppiaggio
Il doppiaggio italiano della serie è stato eseguito presso lo studio Merak Film di Milano.
| Personaggi         | Voce originale    | Voce italiana     |
| ------------------ | ----------------- | ----------------- |
| Kidd Video         | Bryan Scott       | Raffaele Farina   |
| Ash                | Steve Alterman    | Gabriele Calindri |
| Whiz               | Robbie Rist       | Paolo Torrisi     |
| Carla              | Gabrielle Bennett | Paola Tovaglia    |
| Mister Bruttoceffo | Peter Renaday     | Antonio Paiola    |
| Lucciola           | Cathy Cavadini    | Lisa Mazzotti     |

## Curiosità
- Durante la serie venivano trasmessi molti video musicali della band, solitamente a metà e fine episodio, tranne che per il primo episodio in cui compariva Lionel Richie nel video musicale di All Night Long (All Night). Tuttavia, dagli episodi successivi non sono presenti ulteriori video di musicisti celebri per motivi di royalties.[senza fonte]
- La Subaru BRAT di Whiz veniva trasportata a Mondo Rock e trasformata in una specie di astronave a cartone animato che ricorda lo Yellow Submarine dei Beatles.
- La serie è stata interrotta al termine della seconda stagione dopo soli 26 episodi lasciando così aperta la questione del ritorno a casa dei protagonisti.
- I Kidd Video divennero popolari anche come band musicale negli Stati Uniti d'America negli anni del successo del cartone animato, tanto che suonarono a diverse trasmissioni nazionali tra le quali la celebre Dance Fever.[4]
- I Kidd Video hanno pubblicato un album delle migliori canzoni dello spettacolo in Israele. Comprendeva Where Did Our Love Go scritto da Holland / Dozier / Holland, It's Over When the Phone Stops Ringing di Bernie Taupin e Holly Knight e A Little TLC di Lynsey de Paul e Terry Britten.[5]